# Asthenargus
Asthernargus é um gênero de aranhas da família Linyphiidae descrito em 1922. Engloba 21 espécies em diversos pontos ecológicos.